# TUI Cruises
TUI Cruises es una línea de cruceros con sede en Alemania. Se formó en 2007 como una empresa conjunta entre la empresa de turismo alemana TUI Group y el operador de línea de cruceros estadounidense Royal Caribbean Group, quienes tienen una participación del 50% en la empresa.  

## Historia
TUI Cruises es la marca de cruceros más joven del mercado de habla alemana. Los directores gerentes son Wybcke Meier (presidente) y Frank Kuhlmann. Tras su fundación, TUI Cruises no quiso esperar los tres años necesarios para construir un nuevo barco antes de entrar en el mercado, por lo que la compañía compró el crucero Celebrity Galaxy a la naviera Celebrity Cruises, también filial de Royal Caribbean Cruises Ltd., y lo rebautizó como Mein Schiff (todavía sin número en los primeros años). El Mein Schiff 2, antiguo Celebrity Mercury, también procede de la flota de Celebrity Cruises y fue reformado a principios de 2011 por 50 millones de euros. La oferta de TUI Cruises se posiciona en el segmento de viajes premium entre cruceros club y tradicionales como un producto de 4½ estrellas.
En el verano de 2017, TUI Cruises ingresó al negocio de chárter. Con este fin, el Splendour of the Seas fue adquirido de Royal Caribbean y fletado a la filial de TUI Thomson Cruises (ahora Marella Cruises) para comercializarlo en Gran Bretaña. Este es el comienzo de la internacionalización de TUI Cruises, que también quería estar presente en otros mercados. Además, los Mein Schiff 1 y Mein Schiff 2 originales fueron reemplazados por nuevos barcos en 2018 y 2019. Estos primeros Mein Schiff se transfirieron a Marella Cruises.
En febrero de 2020, TUI Cruises adquirió de TUI la tradicional Hapag-LLoyd Cruises, activa en el negocio de cruceros de expedición y yates. Hapag-Lloyd Cruises, que anteriormente era una subsidiaria legalmente independiente, se fusionó con TUI Cruises.
El Mein Schiff Herz abandonó la flota en abril de 2023.
En 2023 se anunció que la nueva clase InTUItion introduciría una nueva convención de nombres, y el primer barco se llamaría Mein Schiff Relax. El Relax fue botado en noviembre de 2023 en el astillero italiano Fincantieri, y empezó a dar servicio en marzo de 2025.

## Flota actual
| Buque             | Astillero               | Entrada en servicio con TUI | Tonelaje | Bandera          | Notas | Imagen |
| ----------------- | ----------------------- | --------------------------- | -------- | ---------------- | --- | ------ |
| Mein Schiff 3     | STX Finland             | 2014                        | 99,526   | Bandera de Malta | Primer buque construido específicamente para TUI. Los otros dos anteriores eran de segunda mano.                                                                                               |        |
| Mein Schiff 4     | STX Finland/Meyer Turku | 2015                        | 99,526   | Bandera de Malta | |        |
| Mein Schiff 5     | Meyer Turku             | 2016                        | 98,785   | Bandera de Malta | |        |
| Mein Schiff 6     | Meyer Turku             | 2017                        | 98,811   | Bandera de Malta | |        |
| Mein Schiff 1     | Meyer Turku             | 2018                        | 111,500  | Bandera de Malta | Nuevo diseño, diferente a los anteriores buques de TUI. |        |
| Mein Schiff 2     | Meyer Turku             | 2019                        | 111,500  | Bandera de Malta | Gemelo del Mein Schiff 1 de 2018. |        |
| Mein Schiff 7     | Meyer Turku             | 2024                        | 111,500  | Bandera de Malta | Pese a la nomenclatura, que sigue al Mein Schiff 6, el 7 es gemelo de los Mein Schiff 1 y 2. Está construido de tal manera que el barco también podría funcionar con metanol como combustible. |        |
| Mein Schiff Relax | Fincantieri             | 2025                        | 161,000  | Bandera de Malta | Tercera generación de barcos, denominados de clase inTUItion. Primer buque de la naviera en estar propulsado por Gas Natural Licuado.                                                          |        |

### Futuros barcos
| Buque            | Astillero   | Fecha prevista de entrada en servicio | Tonelaje | Bandera          | Notas                         | Imagen |
| ---------------- | ----------- | ------------------------------------- | -------- | ---------------- | ----------------------------- | --- |
| Mein Schiff Flow | Fincantieri | 2026                                  | 161,000  | Bandera de Malta | Gemelo del Mein Schiff Relax. | https://cruiseindustrynews.com/cruise-news/2025/05/mein-schiff-flow-launched-at-fincantieris-monfalcone-shipyard/ |

### Antiguos barcos
| Buque            | Año  | Astillero                 | Servicio con TUI    | Tonelaje | Bandera          | Notas | Imagen |
| ---------------- | ---- | ------------------------- | ------------------- | -------- | ---------------- | --- | ------ |
| Mein Schiff 1    | 1996 | Meyer Werft               | 2009–2010 2010–2018 | 76,522   | Bandera de Malta | Previously Celebrity Galaxy, transferred out of the fleet in 2018. Now sails as Marella Explorer.                             |        |
| Mein Schiff Herz | 1997 | Meyer Werft               | 2011 - 2021         | 77,302   | Bandera de Malta | Previously Celebrity Mercury, Mein Schiff 2, Mein Schiff Herz transferred out of fleet in 2022. Will sail as Marella Voyager. |        |
| TUI Discovery    | 1996 | Chantiers de l'Atlantique | 2016-2017           | 69,130   | Bandera de Malta | Antiguo Splendour of the Seas, salió de la flota en 2017 para formar parte de la naviera Marella Cruises.                     |        |
| TUI Discovery 2  | 1995 | Chantiers de l'Atlantique | 2017                | 69,130   | Bandera de Malta | Antiguo Legend of the Seas, salió de la flota en 2017 para formar parte de Marella.                                           |        |